# Tanjung Selor
Tanjung Selor – miasto w Indonezji, stolica prowincji Borneo Północne i okręgu Bulungan. Leży 60 km od Tarakan. Liczy niecałe 40 tys. mieszkańców (2010) i jest siedzibą katolickiej diecezji Tanjung Selor. W jego okolicy znajduje się też port lotniczy.